# (18327) 1985 CX1
(18327) 1985 CX1 là một tiểu hành tinh vành đai chính. Nó được phát hiện bởi Henri Debehogne ở Đài thiên văn La Silla ở Chile ngày 12 tháng 2 năm 1985.